# Benjamín Hill (Ort)
Benjamín Hill ist eine Stadt im mexikanischen Bundesstaat Sonora mit 5.071 Einwohnern. Sie liegt im Norden des Bundesstaates im Municipio Benjamín Hill.

## Geschichte
1939 bestand nur ein Bauernhof. Im gleichen Jahr baute man in Benjamín Hill eine Bahnstation. 1948 wurde die Eisenbahnstrecke eröffnet. 